# Hieronymus Waldinger
Hieronymus Waldinger (* 30. September 1755 in Tepl in Böhmen; † 28. November 1821 in Wien) war ein österreichischer Tierarzt und Hochschullehrer.

## Leben
Hieronymus Waldinger war der Sohn eines Bindermeisters.
Er besuchte sowohl die Lateinschule im Kloster Tepl als auch später in Komotau. Nach Beendigung der Schule immatrikulierte er sich an der Universität Prag und studierte Philosophie und Medizin; im Alter von 18 Jahren promovierte er zum Magister der Philosophie.
Weil er sein Medizinstudium aus finanziellen Gründen nicht beenden konnte, entschied er sich, Arzneimittel herzustellen; zwischenzeitig war er für kurze Zeit in den Prämonstratenserorden in Tepl eingetreten, den er aber aus gesundheitlichen Gründen wieder verließ.
1785 bestand er die erforderliche Magisterprüfung und wurde Artis pharmaceuticae magister und eröffnete eine Apotheke im benachbarten Teussing. In dieser Zeit setzte er sein Medizinstudium aus eigenem Antrieb fort und promovierte 1793 an der Universität Prag zum Magisterium chirurgiae und verkaufte im folgenden Jahr seine Apotheke.
1795 unterrichtete er Physik, Chemie und Botanik, sowie Nahrungs- und Heilmittellehre am Wiener Militär-Tierarznei-Institut, dazu erhielt er die Führung der dortigen Apotheke.
Am 5. Januar 1809 wurde er zum ordentlichen Professor befördert und trug zusätzlich noch Zoologie vor. Nach dem Tod von Ignaz Pessina von Czechorod (1766–1808) wurde er 1809 Ordinarius im Tierspital und blieb es bis zu seinem Tod. 
1810 promovierte er an der Universität Giessen zum Dr. med.
Hieronymus Waldinger war seit 1801 verheiratet. 

### Tierärztliches und schriftstellerisches Wirken
Hieronymus Waldinger galt als einer der bedeutendsten Tierärzte seiner Zeit, der aufgrund seiner scharfen Beobachtungen als guter Diagnostiker galt; er gab eine große Anzahl veterinärmedizinischer Schriften heraus, unter anderem 1812 ein Lehrbuch über Allgemeine Pathologie; seine Schriften erschienen teilweise auch erst nach seinem Tod.
Seine Vorlesungen waren praxisbezogen und behandelten die Ursachen der Krankheiten in einer Aufzählung von Fremdeinwirkungen, besonders der durch Wärme und Kälte verursachten Reize.

## Mitgliedschaften
- Korrespondierendes Mitglied der Gesellschaft zur Beförderung der Veterinärkunde in Kopenhagen.
- Mitglied der Kaiserlich Russischen Medizinisch-Chirurgischen Akademie in St. Petersburg.[3]

## Schriften (Auswahl)
- Wahrnehmungen an Pferden, um über ihren Befinden urtheilen zu können. Wien 1805.
- Ueber Krankheiten an Pferden und ihre Heilung in gerichtlicher Hinsicht bei Kauf und Verkauf. Wien 1806.
- Versuch einer Naturlehre und Chemie für angehende Thierärzte. Wien 1807.
- Ueber die Nahrungs- und Heilmittel der Pferde. Wien 1808.
- Abhandlung über die Kohle als Heilmittel der verdächtigen Drüsen bei Pferden. Wien 1809.
- Abhandlung über die gewöhnlichen Krankheiten des Rindviehes für Oekonomen und Thierärzte. Wien 1810.
- Wahrnehmung an Pferden um über ihren Zustand urtheilen zu können. Wien 1810.
- Versuch einer Zootomie für angehende Thierärzte. Wien 1811.
- Allgemeine Pathologie der grösseren Hausthiere für angehende Thierärzte. Wien 1812.
- Allgemeine Therapie oder praktisches Heilverfahren bei fieberhaften Krankheiten der grösseren nutzbaren Hausthiere, für angehende Thierärzte und Landwirthe. Wien 1813.
- Ueber Gestüte. Pest und Wien 1814.
- Wahrnehmungen an Schafen, um über ihr Befinden zu urtheilen. Wien 1815.
- Abhandlung über die gewöhnlichen Krankheiten des Rindviehs. Wien 1817.
- Abhandlungen über die gewöhnlichen Krankheiten der Hunde. Wien 1818.
- Abhandlung über die Würmer in den Lungen und der Leber, und das Klauenweh der Schafe. Wien 1818.
- Abhandlung über den Schwefel und seine Verbindungen mit Metallen, Kalien und Erden, wie sie am und im thierischen Körper wirken, vorzüglich bei Pferden in Krankheiten der Sauggefässe, um dem Rotz vorzubeugen. Wien 1820.
- Spezielle Pathologie und Therapie oder Anleitung die einzelnen Krankheiten der nutzbarsten Haus-Säugethiere zu erkennen und zu heilen. Wien 1833.